# Hugo Lepik
Hugo Lepik, född 9 november 1905 i Virumaa, Estland, död 20 augusti 2001 i Johannebergs församling, Göteborg
, var en estländsk-svensk målare tecknare och grafiker.
Han var son till textilarbetaren Jakob Lepik och hans hustru Aline och från 1942 gift med Lia Lepik (frånskild 1955). Han studerade vid konstslöjdskolan i Tallinn 1929 och Höhere graphische Fachschule der Stadt Berlin 1935 samt under ett stort antal studieresor till bland annat Finland, Norge, Frankrike, Italien och Kanada. Han medverkade i samlingsutställningar på Liljevalchs konsthall, Skånska konstmuseum och i Göteborg, Örebro och Borås. Hans konst består av stilleben och landskap utförda i olja, akvarell, träsnitt och litografi. Som illustratör illustrerade han ett flertal estländska bokverk. Lepik är representerad på museum i Estland och Tyskland.